# اولیسه گوالتیری
اولیسه گوالتیری (انگلیسی: Ulisse Gualtieri؛ زادهٔ ۲۷ مارس ۱۹۴۱) بازیکن فوتبال اهل ایتالیا است.
از باشگاه‌هایی که در آن بازی کرده‌است می‌توان به باشگاه فوتبال مودنا، باشگاه فوتبال کوزنتسا کالچو، باشگاه فوتبال آلساندریا، باشگاه فوتبال تورینو، و باشگاه فوتبال لیورنو اشاره کرد.